# فرودگاه سپه
فرودگاه سپه (به انگلیسی: Seppe Airport) (به زبان بومی: Vliegveld Seppe) یک فرودگاه همگانی است که یک باند فرود آسفالت دارد و طول باند آن 830 متر است. این فرودگاه در کشور هلند قرار دارد و در ارتفاع 9 متری از سطح دریا واقع شده است.